# Obelisco de Teodosio
El Obelisco de Teodosio (en turco, Dikilitaş) es el obelisco egipcio del faraón Tutmosis III (1479 a 1450 a. C) re-erigido en el hipódromo de Constantinopla (hoy conocido como At Meydanı o Sultanahmet Meydanı, en la ciudad moderna de Estambul) por el emperador romano Teodosio I.

## Historia
El obelisco fue erigido por vez primera por Tutmosis III al sur del séptimo pilono del gran templo de Karnak. El emperador romano Constancio II hizo que este obelisco y otro fueran transportados a lo largo del río Nilo hasta Alejandría para conmemorar su ventennalia o veinte años en el trono en 357. El otro obelisco se erigió en la espina del Circo Máximo en Roma en el otoño de ese año, y hoy es conocido como el obelisco laterano, mientras que el obelisco que se convertiría en el de Teodosio permaneció en Alejandría hasta 390, cuando Teodosio I hizo que lo transportaran a Constantinopla y lo puso en la spina del Hipódromo.

## Descripción

### Obelisco
Es de granito rojo de Asuán y tuvo en principio 30 metros de alto, como el obelisco laterano. La parte inferior resultó dañada en la Antigüedad, probablemente durante su transporte o su re-erección, de manera que el obelisco hoy sólo mide 18,54 metros (0 19,6), o 25,6 si se incluye la base. Entre las cuatro esquinas del obelisco y el pedestal hay cuatro cubos de bronce, usados en su transporte y re-erección.
Cada una de sus cuatro caras tiene una simple columna central de inscripciones, conmemorando la victoria de Tutmosis III a orillas del río Éufrates en el año 1450 a. C.

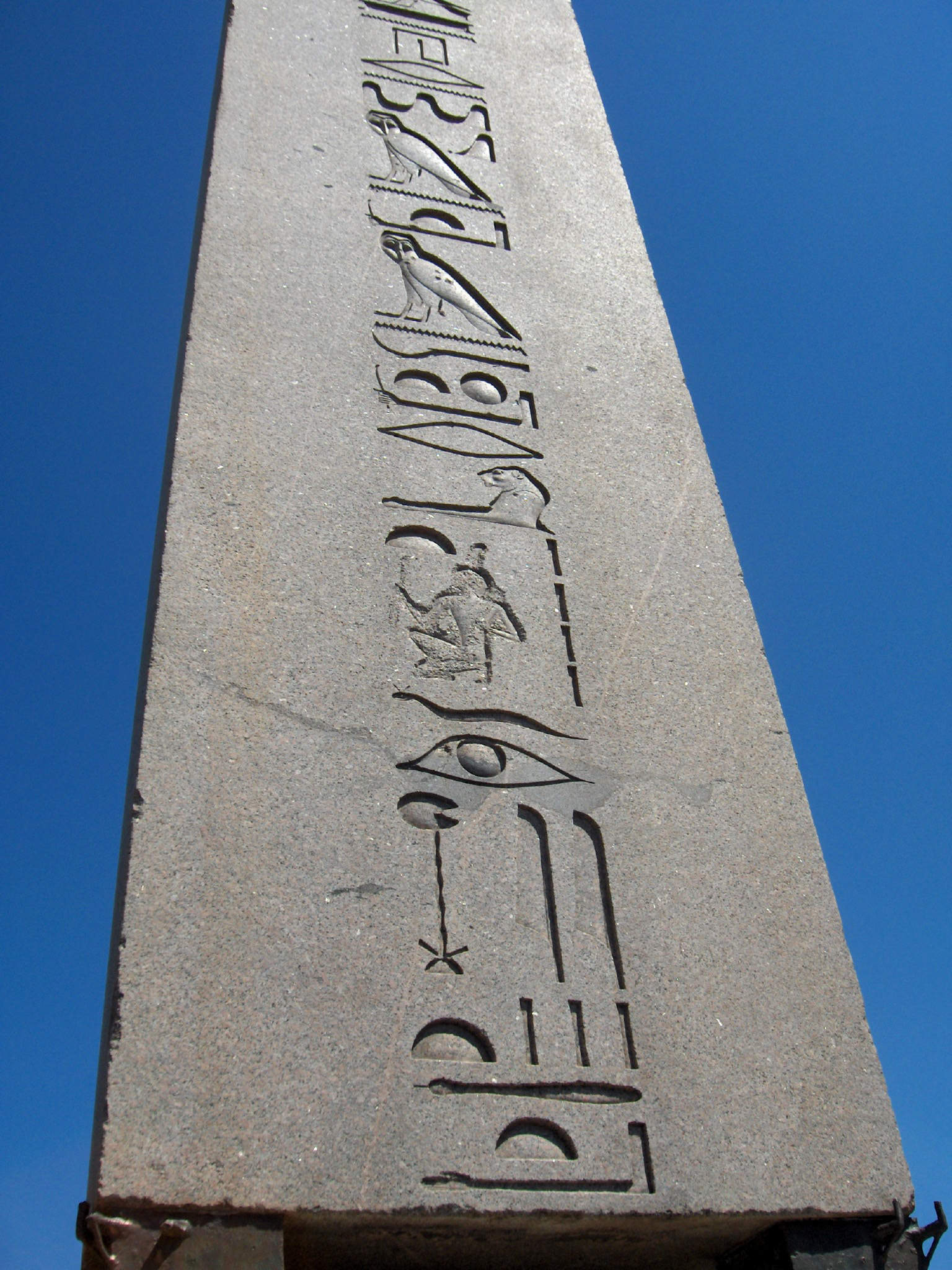
Base de la inscripción (cara sur).
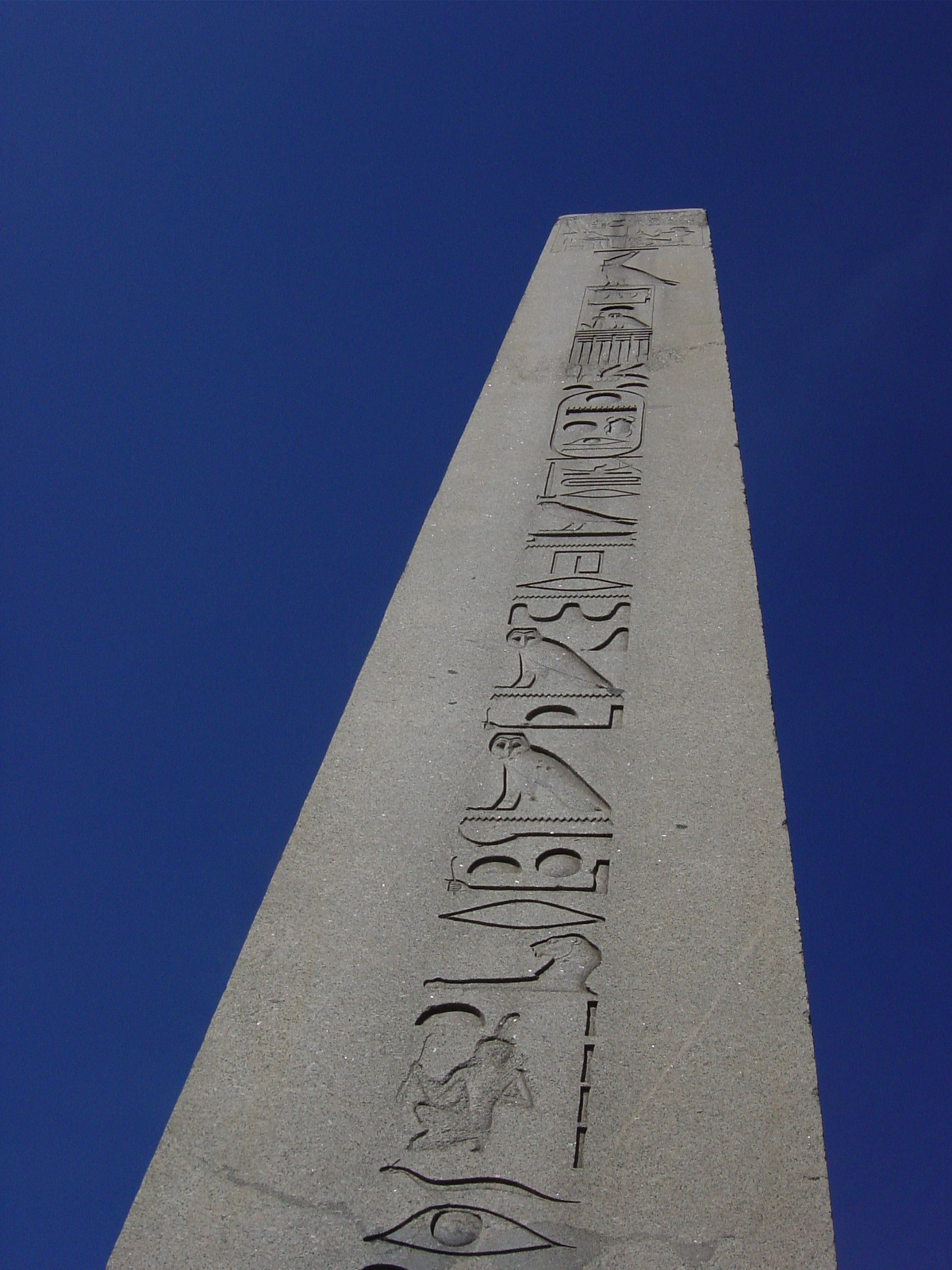
Parte alta de la inscripción (cara sur).

### Pedestal

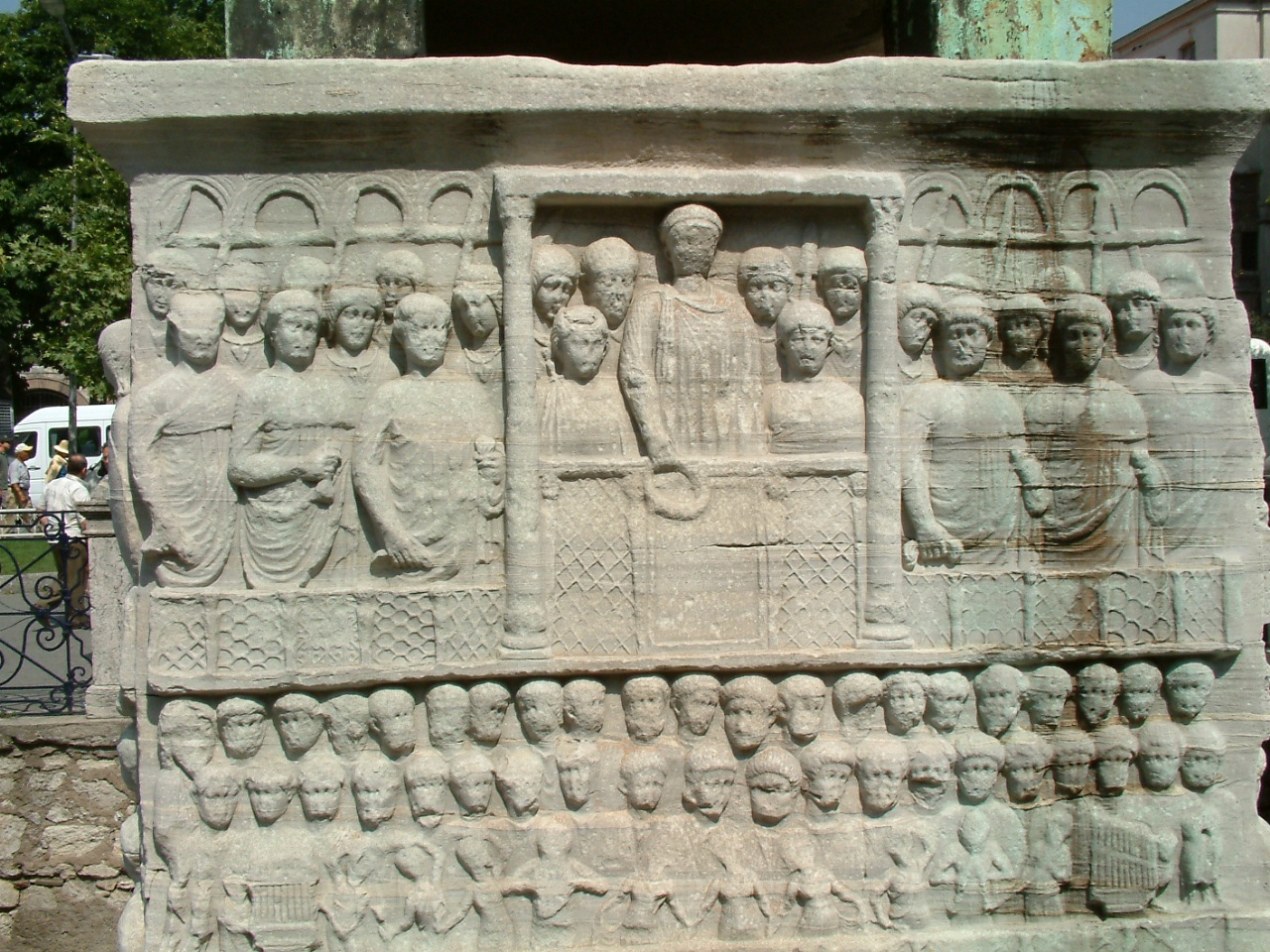
Detalle del pedestal: teodosio I ofrece los laureles de la victoria; se puede ver un órgano hidráulico de Ctesibio, en la esquina inferior derecha.

El pedestal de mármol tiene bajorrelieves que datan de la época en que el obelisco se volvió a alzar en Constantinopla. Sobre una cara se muestra a Teodosio I ofreciendo la corona de la victoria al ganador de las carreras de carros, enmarcado entre arcos y columnas corintias, con espectadores felices, músicos y bailarines que asisten a la ceremonia. En la parte inferior derecha de esta escena está el órgano hidráulico de Ctesibio y a la izquierda otro instrumento.

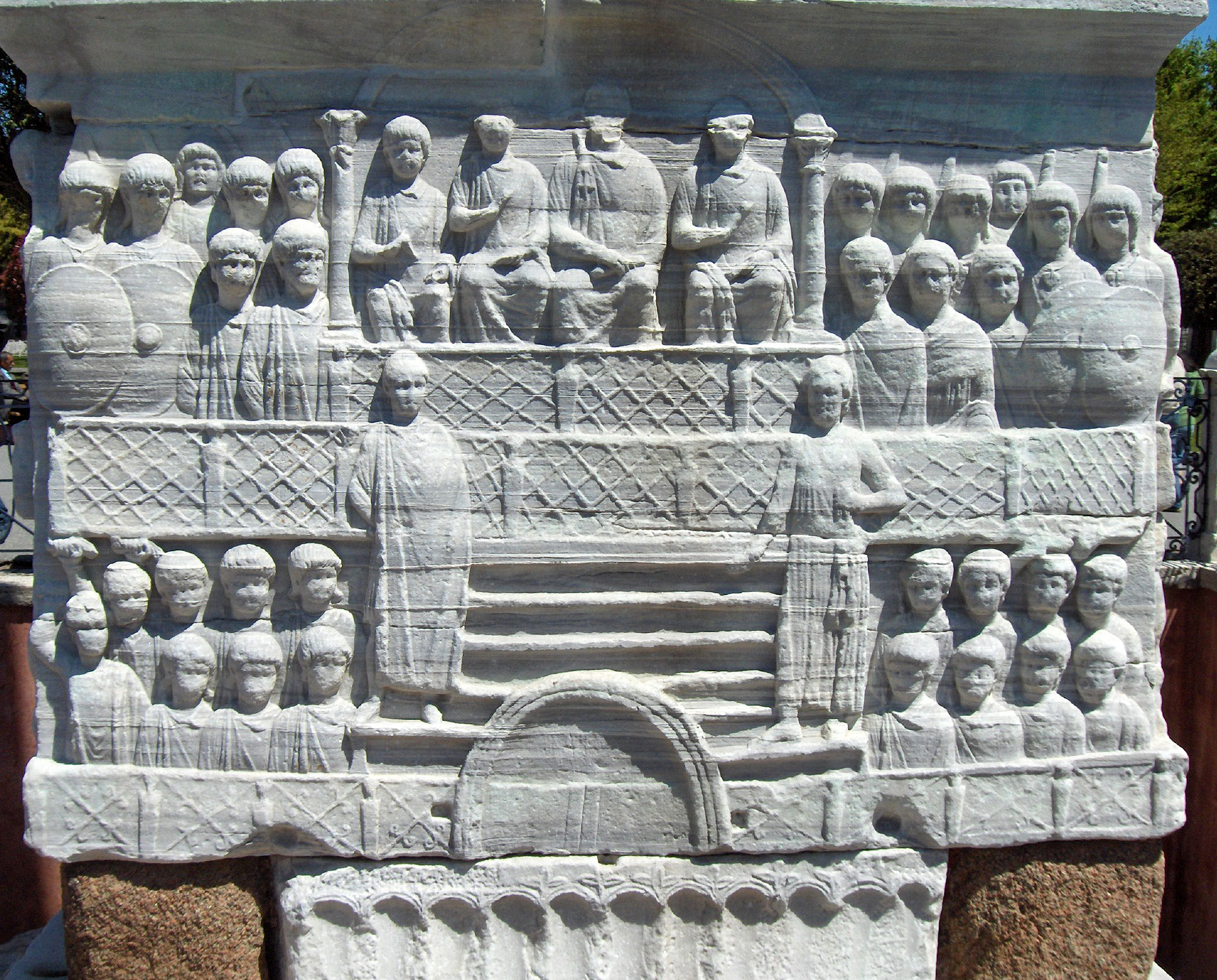
El emperador y su corte (cara sur).
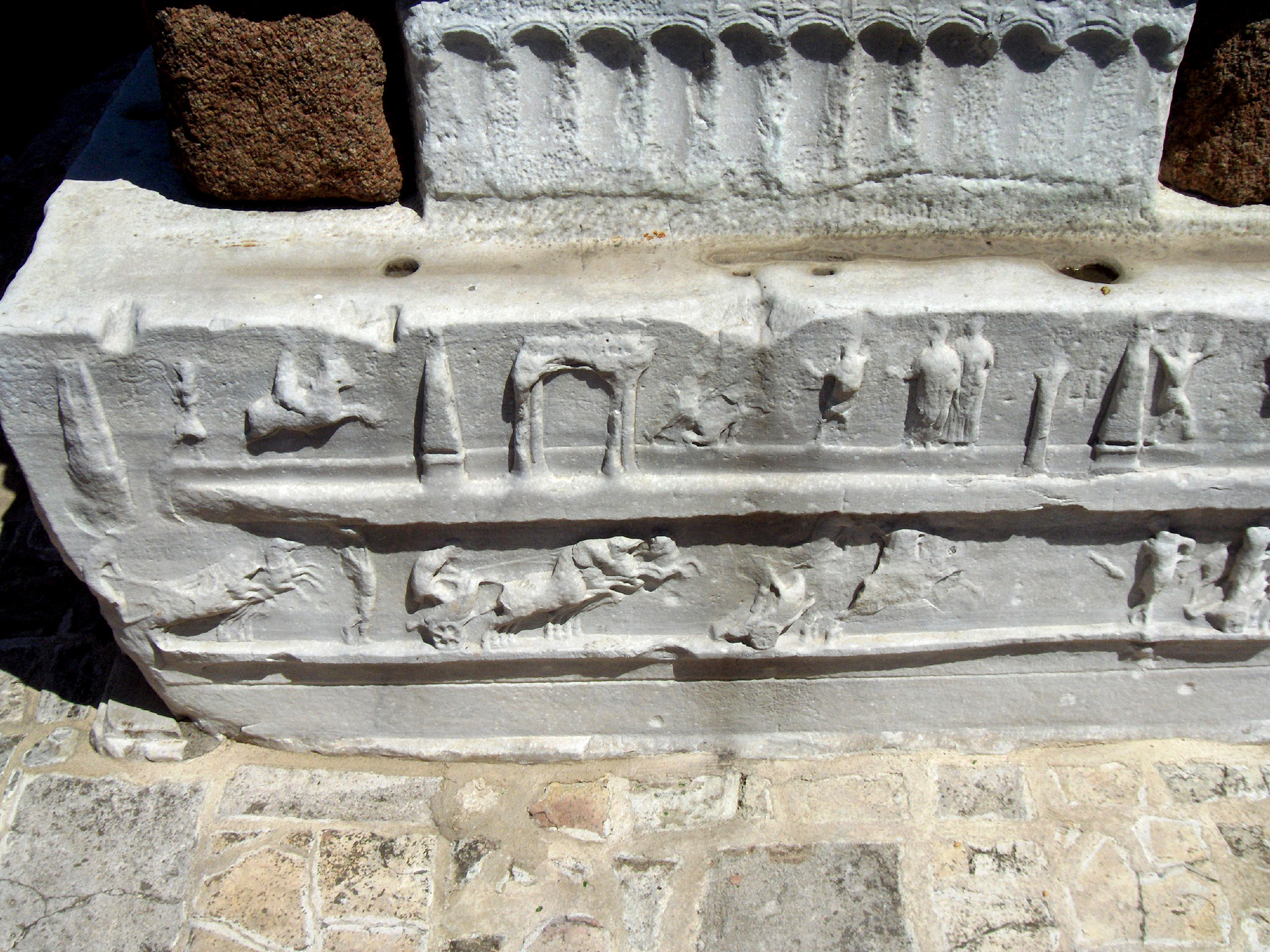
La carrera de carros (cara sur).
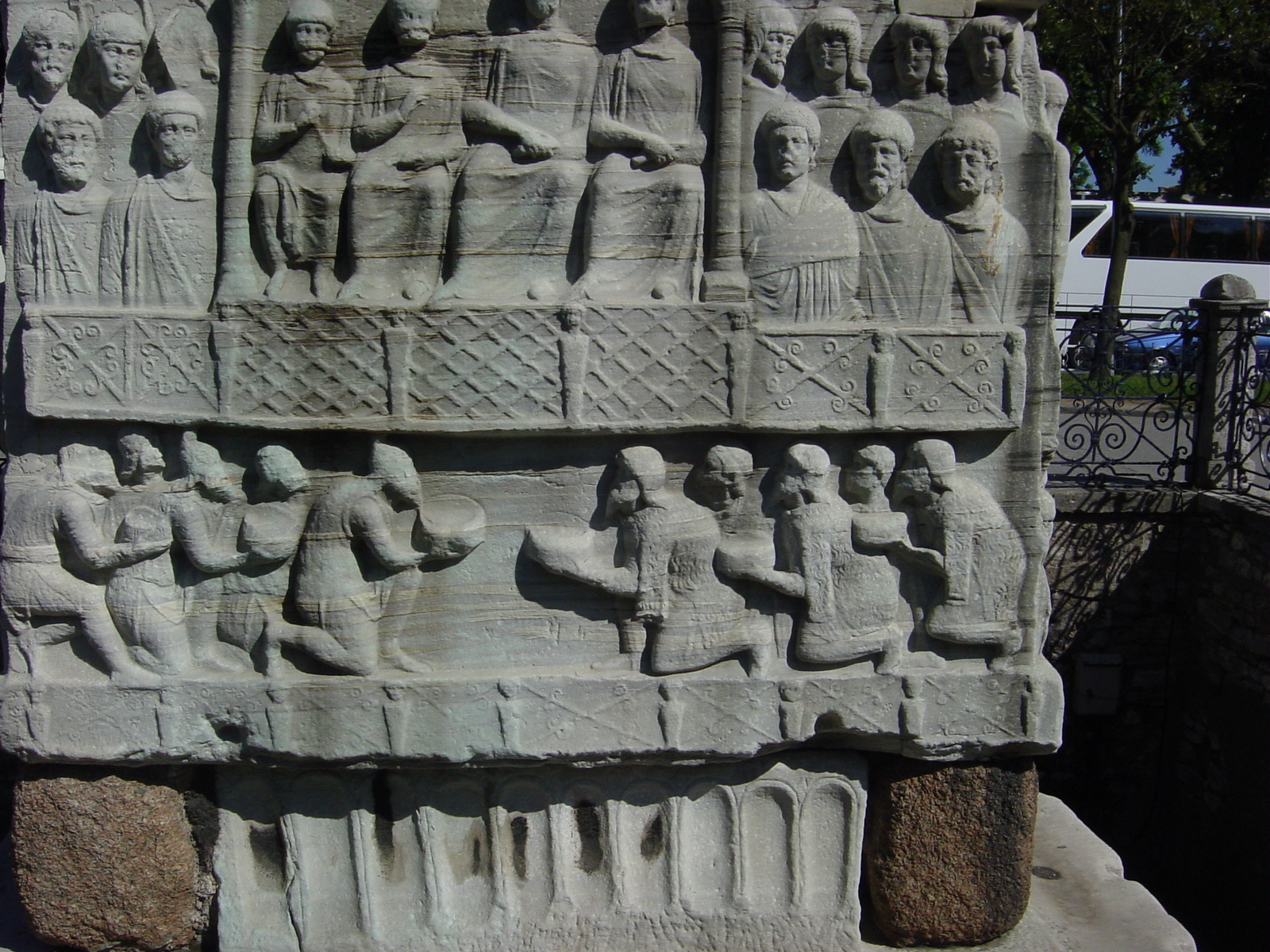
Sumisión de los bárbaros (cara oeste).

Hay evidencias obvias de un gran daño en el pedestal y la enérgica restauración del mismo. Se han reemplazado piezas que faltan, en las esquinas inferiores del pedestal, por cubos de pórfido que descansan sobre los cubos de bronce ya mencionados - los cubos de bronce y pórfido son de idéntica forma y dimensiones. También hay una grieta vertical que recorre una de las caras del obelisco, que parece un canal desde arriba. Estas reparaciones de la base pueden relacionarse con la ruptura del propio obelisco después de sufrir un accidente serio (quizá un terremoto) en fecha desconocida de la Antigüedad.

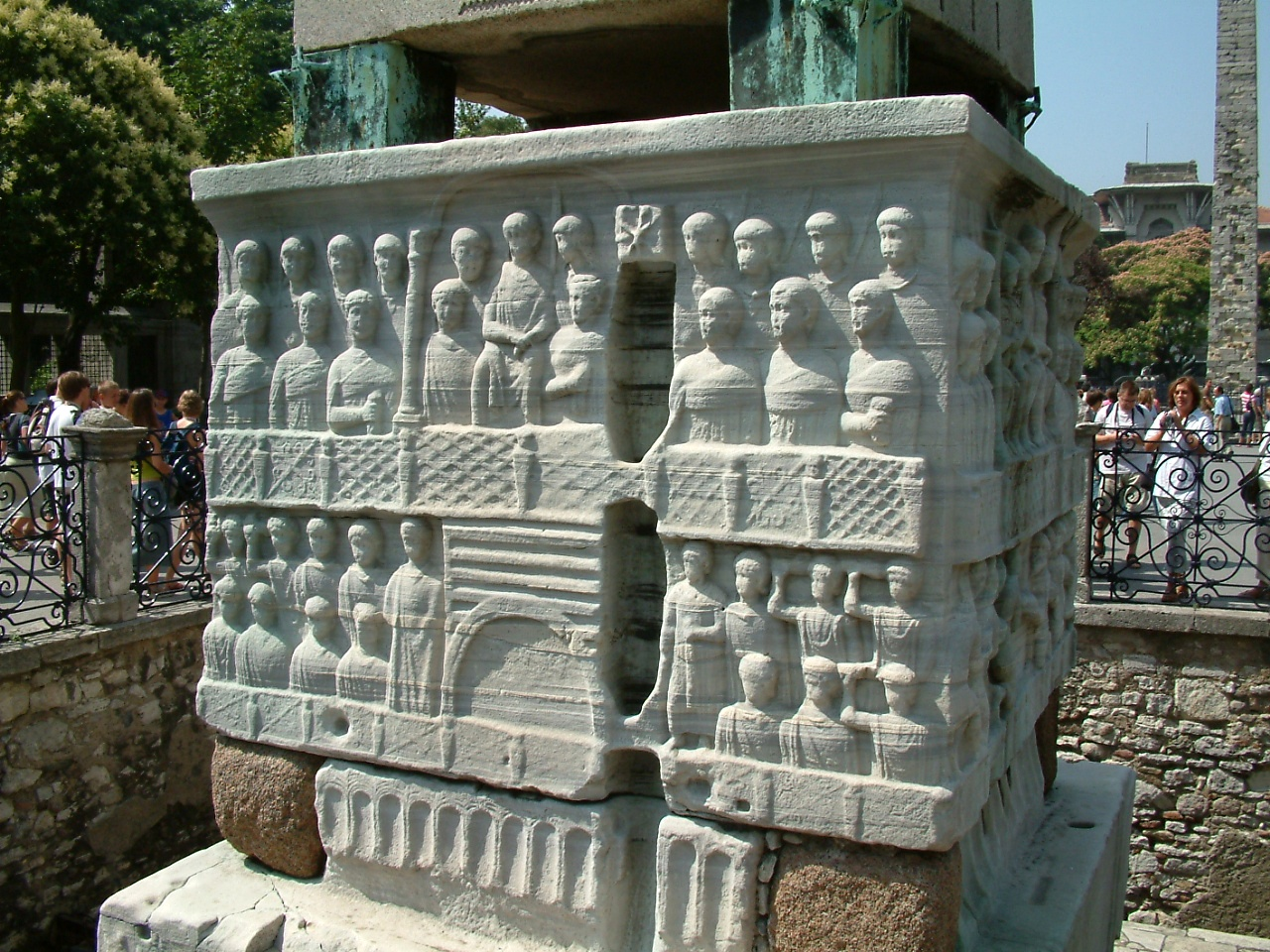
El emperador y su corte - cubos de bronce y pórfido; grieta (cara norte).
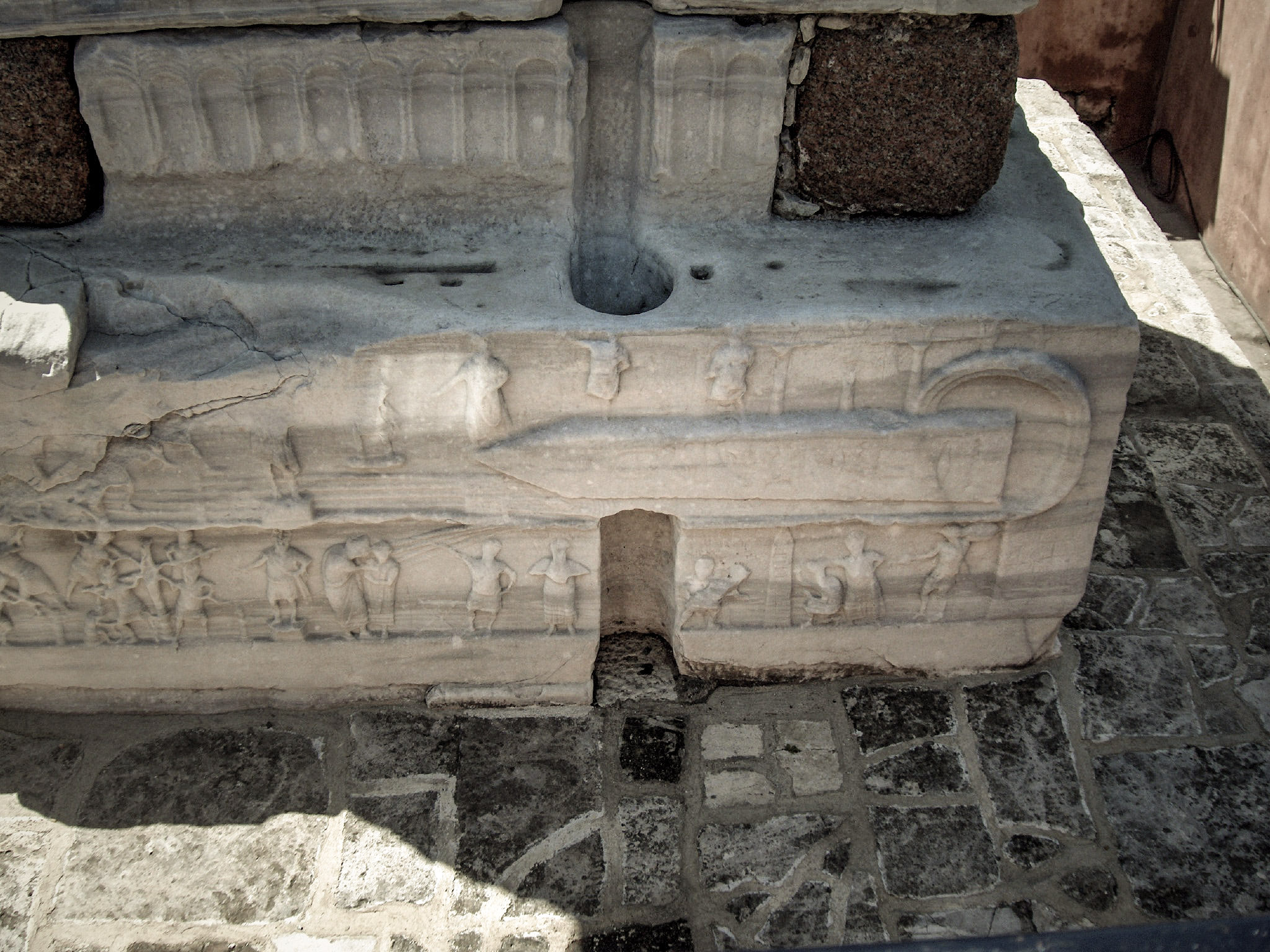
Transporte del obelisco. Restos de una grieta vertical (cara norte).

### Inscripciones

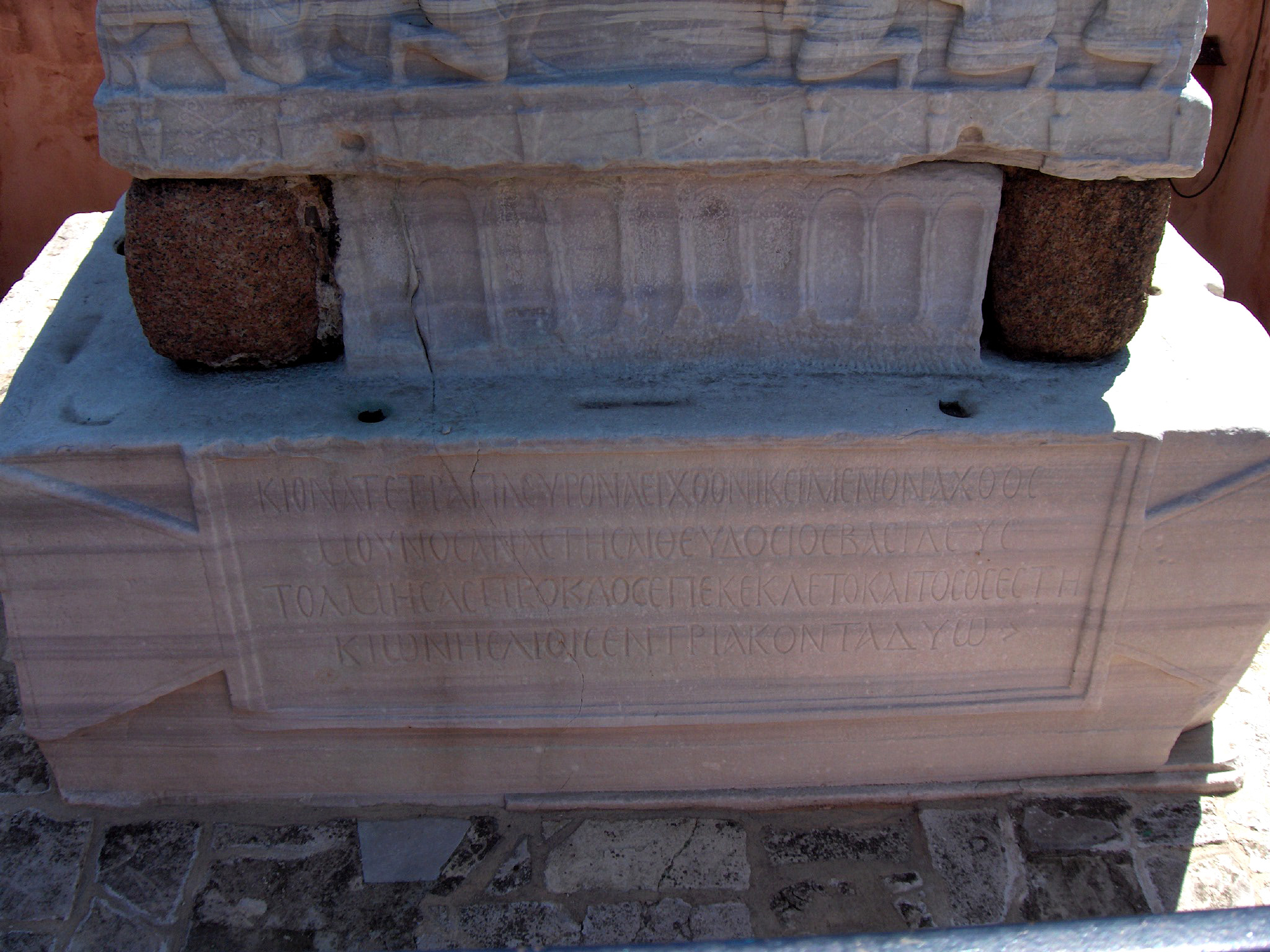
Inscripción griega (cara oeste).

La cara este del pedestal tiene una inscripción en latín. Hoy es prácticamente ilegible, pero se transcribió íntegra por viajeros del siglo XVI. Dice:
DIFFICILIS QVONDAM DOMINIS PARERE SERENIS
IVSSVS ET EXTINCTIS PALMEM PORTARE TYRANNIS
OMNIA THEODOSIO CEDVNT SOBOLIQVE PERENNI
TER DENIS SIC VICTVS EGO DOMITVSQVE DIEBVS
IVDICE SVB PROCLO SVPERAS ELATVS AD AVRAS
Traducción:
«Aunque antes opuse resistencia, un hombre me ordenó obedecer a los maestros serenos y portar sus palmas, una vez que los tiranos fueron derrotados. Todas las cosas que se rindan a Teodosio y sus eternos descendientes. Esto es también cierto respecto a mi - Fui dominado y vencido en tres ocasiones diez días y alzada hacia la cumbre de los vientos, bajo el gobernador Proclo.»
En la cara oeste la misma idea se repite en griego bizantino, aunque esta vez relata que la nueva erección llevó 32 días (TPIAKONTA ΔYO, último verso) no 30:
KIONA TETPAΠΛEYPON AEI XΘONI KEIMENON AXΘOC
MOYNOC ANACTHCAI ΘEYΔOCIOC BACIΛEYC
TOΛMHCAC ΠPOKΛOC EΠEKEKΛETO KAI TOCOC ECTH
KIΩN HEΛIOIC EN TPIAKONTA ΔYO

Traducción:
«Esta columna con cuatro lados que yacía en la tierra, sólo el emperador se atrevió a alzarla de nuevo; Proclo fue invitado a ejecutar su orden; y esta gran columna se puso en pie en 32 días.»